# THE ALFEE THE BEST
『THE ALFEE THE BEST』（ジ・アルフィー ザ・ベスト）は、1991年12月4日に発売されたTHE ALFEEの11枚目のベスト・アルバム。

## 概要
ポニー・キャニオン設立25周年を記念して制作されたレコード会社主導盤。「星空のディスタンス」「夢よ急げ」が再録ヴァージョン。
THE ALFEE以外に田原俊彦やTHE CHECKERSなども同様のベストアルバムが制作された。2枚組仕様で、1枚は歌入り、もう1枚はカラオケになっている。

## 収録曲

### Disc 1
1. メリーアン
作詞：高見沢俊彦・高橋研/作曲：高見沢俊彦/編曲：ALFEE
『ALFEE'S LAW』収録アルバム・ヴァージョン。
2. 星空のディスタンス (new take 1991)
作詞：高見沢俊彦・高橋研/作曲：高見沢俊彦/編曲：ALFEE
再録音源。
3. シンデレラは眠れない
作詞：高見沢俊彦・高橋研/作曲：高見沢俊彦/編曲：ALFEE
4. FLOWER REVOLUTION
作詞・作曲：高見沢俊彦/編曲：THE ALFEE with 武部聡志
5. サファイアの瞳
作詞・作曲：高見沢俊彦/編曲：THE ALFEE
6. Faith of Love
作詞・作曲：高見沢俊彦/編曲：THE ALFEE
7. 恋人の歌がきこえる
作詞・作曲：高見沢俊彦/編曲：THE ALFEE with 武部聡志
8. 19 (nineteen)
作詞・作曲：高見沢俊彦/編曲：THE ALFEE
『DNA Communication』収録アルバム・ヴァージョン。
9. 1月の雨を忘れない
作詞・作曲：高見沢俊彦/編曲：THE ALFEE
10. My Truth
作詞・作曲：高見沢俊彦/編曲：THE ALFEE with 井上鑑
『U.K. Breakfast』収録アルバム・ヴァージョン。
11. 夢よ急げ (new take 1991)
作詞・作曲：高見沢俊彦/編曲：井上鑑
『ALFEE』収録再録音源。2004年発売アルバム『夢よ急げ -大阪国際女子マラソンイメージソング・アルバム-』にも収録された。
12. ROCKDOM -風に吹かれて-
作詞・作曲：高見沢俊彦/編曲：THE ALFEE
13. SWEAT&TEARS
作詞・作曲：高見沢俊彦/編曲：THE ALFEE

### Disc 2
Disc 1収録曲のKaraoke Versionを収録。